# Oughterard
Oughterard (iriska: Uachtar Ard) är en ort i republiken Irland.   Den ligger i grevskapet County Galway och provinsen Connacht, i den nordvästra delen av landet. Oughterard ligger 29 meter över havet och antalet invånare är 1 333.
Terrängen runt Oughterard är platt österut, men västerut är den kuperad. Trakten runt Oughterard består i huvudsak av jordbruksmark och hed.